# Mimì sarà
Mimì sarà è una raccolta edita nel 2000 dalla Sony Music/S4. Ha il merito di racchiudere parecchie rarità e un inedito assoluto di Mia Martini, In una notte così. Il brano fu inciso per prova dalla cantante prima del Festival di Sanremo 1992 ma alla fine fu eseguito da Riccardo Fogli, mentre la Martini optò per Gli uomini non cambiano.
Fra le altre canzoni, Dimmi (retro del singolo Vola) è per la prima volta su CD, mentre i live sono tratti dal concerto alla televisione svizzera nel 1982. Viene riproposta anche la versione di Luna rossa che la cantante eseguì alla gara canora Viva Napoli.

## Tracce
1. In una notte così
2. Piccolo uomo
3. Cu'mme (duetto con Roberto Murolo)
4. Minuetto (live)
5. Vola
6. Viva l'amore
7. E non finisce mica il cielo (live)
8. ‘O marinariello (duetto con Roberto Murolo)
9. E ancora canto (live)
10. S.o.s. verso il blu
11. Mondi blu (duetto con Enzo Gragnaniello)
12. Luna rossa (live)
13. Dimmi*
14. Col tempo imparerò
15. Scrupoli
16. Te voglio bene assaje (duetto con Roberto Murolo)
17. Ti regalo un sorriso (live)
18. Mimì sarà